# Super Sidekicks 2: The World Championship
Super Sidekicks 2: The World Championship, no Japão chamado de Tokuten Ou 2 - Real Fight Football, é um Jogo eletrônico de futebol arcade de 1994 desenvolvido e publicado pela SNK. É a segunda parcela da série Super Sidekicks e o terceiro jogo de futebol lançado para a plataforma Neo Geo.
Lançado em 1994, a sequência corrigiu a maioria das falhas do seu antecessor (Super Sidekicks, de 1993), incluindo a capacidade de alternar o controle dos jogadores durante o jogo, uma trave menor, e ter retirado os chutes de longa distância(em Super Sidekicks 1 o chute longo ia muito longe, resultando geralmente em arremessos laterais).
Quando inicia-se o jogo, você vai para a Partida Final Da Fase Classificatória (Regional Qualifying Round Final) contra algum time da sua região. Após vencê-lo, a equipe vai para a Copa do Mundo, onde você é agrupado com outros três países aleatórios, que são no caso as seleções que jogaram a Copa do Mundo de 1994 (ex: Argentina, Grécia e Nigéria). Após vencer todos eles, você vai para as quartas de final, depois as semifinais e então a final. Esse tipo de torneio é mais parecido com a Copa do Mundo FIFA. Se a partida terminar em empate, você tem a opção de jogá-la novamente, ir para as penalidades, ou ir para a prorrogação com morte súbita (opção ausente em Super Sidekicks 1).
Todas as sequências do Super Sidekicks seguiram esse modelo de jogo.

## Equipes
Aumentou-se o número de equipes para 48, as quais foram divididas em 6 regiões geográficas:
- Europa A: Itália, Inglaterra, Espanha, Holanda, Suíça, Noruega, Turquia, Irlanda
- Europa B: Alemanha, França, Bulgária, Suécia, Rússia, Grécia, Bélgica, Romênia
- Américas/Oceania: Estados Unidos, México, Canadá, Austrália, Nova Zelândia, Costa Rica, El Salvador, Honduras
- Ásia: Coreia do Sul, Japão, Arábia Saudita, Taiwan (como Republic of China), China, Irã, Hong Kong, Emirados Árabes
- América do Sul: Brasil, Argentina, Paraguai, Colômbia, Bolívia, Uruguai, Peru, Equador
- África: Camarões, Marrocos, Nigéria, Egito, África do Sul, Costa do Marfim, Guiné, Zâmbia.